# NGC 2745
NGC 2745 je galaksija u zviježđu Raku.

## Vanjske poveznice
- SEDS: NGC 2745